# A magyar labdarúgó-válogatott mérkőzései 1903-ban
A magyar labdarúgó-válogatott 1903-ban három mérkőzést vívott, Ausztria ellen kettőt, Csehország ellen egyet. 
- Szövetségi kapitány: Gillemot Ferenc

## Eredmények
| 2. mérkőzés 1903. április 5. | Magyarország          | 2 – 1             | Csehország | Millenáris-pálya, Budapest Nézőszám: 750 Játékvezető: Ordódy Béla (HUN) |
| 2. mérkőzés 1903. április 5. | Borbás 16' Minder 78' | (1 – 1) Részletek | Rezek 9'   | Millenáris-pálya, Budapest Nézőszám: 750 Játékvezető: Ordódy Béla (HUN) |

| 3. mérkőzés 1903. június 11. | Magyarország             | 3 – 2             | Ausztria                   | Margitszigeti Sportpálya, Budapest Nézőszám: 700 Játékvezető: Arthur Battishill Yolland (ENG) |
| 3. mérkőzés 1903. június 11. | Pokorny 24' 65' Buda 52' | (1 – 0) Részletek | Pulchert 60' Studnicka 70' | Margitszigeti Sportpálya, Budapest Nézőszám: 700 Játékvezető: Arthur Battishill Yolland (ENG) |

| 4. mérkőzés 1903. október 11. | Ausztria                           | 4 – 2             | Magyarország   | WAC-pálya, Bécs Nézőszám: 600 Játékvezető: Geo Fuchs (AUT) |
| 4. mérkőzés 1903. október 11. | Studnicka 24' 57' 72' G. Huber 64' | (1 – 1) Részletek | Borbás 18' 82' | WAC-pálya, Bécs Nézőszám: 600 Játékvezető: Geo Fuchs (AUT) |

## Nem hivatalos mérkőzés
| 1903. július 14. | Magyarország | 1 – 1   | Rambler, Bécs | Millenáris-pálya, Budapest Nézőszám: ? |
| 1903. július 14. | Károly 44'   | (1 – 0) | Studnicka 88' | Millenáris-pálya, Budapest Nézőszám: ? |

## Lásd még
- A magyar labdarúgó-válogatott mérkőzései (1902–1929)
- A magyar labdarúgó-válogatott mérkőzései országonként